# John Dillon (voile)
Pour les articles homonymes, voir John Dillon (homonymie).
John Dillon (né le 24 mars 1921 et mort le 17 octobre 1988) est un skipper britannique. Il participe aux Jeux olympiques d'été de 1956 en participant à l'épreuve du 5,5 mètres JI et remporte la médaille d'argent de la compétition. Il meurt à l'âge de 67 ans.

## Palmarès

### Jeux olympiques
- Jeux olympiques de 1956 à Melbourne,  Australie
  -  Médaille d'argent.